# Rumisberg
Rumisberg é uma comuna da Suíça, situada no distrito administrativo de Alta Argóvia, no cantão de Berna. Tem 5,2 km² de área e sua população em 2018 foi estimada em 488 habitantes.